# أحمد سامبي
أحمد بن عبد الله سامبي الرئيس السابق لجمهورية القمر الاتحادية الإسلامية. درس العلوم الإسلامية في جامعة الأزهر بمصر والجامعة الإسلامية بالسعودية، ولم ينه تعليمه هناك حتى تحول إلى السودان وتابع دروسا لمدة عام، ثم أكمل دراسته في إیران بإشراف السید محمد تقي مصباح اليزدي.

## نسبه
أحمد بن عبد الله بن محمد بن عبد الله سامبي لحاريري بن أبي بكر بن علوي بن محمد بن عبد الله بن علوي بن عبد الله بن علوي بن أبي بكر بن علي بن أحمد بن عبد الله المسيلي بن محمد بن علوي الشيبة بن عبد الله بن علي بن عبد الله باعلوي بن علوي الغيور بن الفقيه المقدم محمد بن علي بن محمد صاحب مرباط بن علي خالع قسم بن علوي بن محمد بن علوي بن عبيد الله بن أحمد المهاجر بن عيسى بن محمد النقيب بن علي العريضي بن جعفر الصادق بن محمد الباقر بن علي زين العابدين بن الحسين السبط بن علي بن أبي طالب، وعلي زوج فاطمة بنت محمد ﷺ.
فهو الحفيد 37 لرسول الله محمد ﷺ في سلسلة نسبه.

## وصلات خارجية
- فرنسا وأمريكا ستقفان له بالمرصاد رئيس إسلامي جديد.. يقود جزر القمر للتقارب مع العرب، مجلة المجتمع، 27 مايو 2006 م
- إسلامي يفوز في انتخابات جزر القمر (بي بي سي)
- Profile: The 'Ayatollah' of Comoros (بي بي سي)
- عبد الله سامبي.. التحديات والعلاقات الخارجية، برنامج لقاء خاص، قناة الجزيرة، 3 سبتمبر 2006
- أحمد سامبي.. العلاقات الدبلوماسية لجزر القمر، برنامج لقاء خاص، قناة الجزيرة، 16 مارس 2007.
- أحمد عبد الله سامبي.. تحديات جزر القمر، برنامج لقاء خاص، قناة الجزيرة، 20 أبريل 2008.
- أحمد عبد الله سامبي.. أحوال جزر القمر ج1، برنامج زيارة خاصة، قناة الجزيرة، 13 يونيو 2009.
- أحمد عبد الله سامبي.. أحوال جزر القمر ج2، برنامج زيارة خاصة، قناة الجزيرة، 29 يونيو 2009.
- أحمد عبد الله سامبي.. جزر القمر، برنامح لقاء خاص، قناة الجزيرة، 19 مارس 2010